# 張經 (成化進士)
張經，字天常，陝西長安縣人，騰驤右衛軍籍，明朝政治人物。進士出身。

## 生平
早年出身國子生，順天府鄉試第三十三名。成化十四年（1478年）戊戌科會試第二十三名，殿試登進士第三甲第一百七十名。

## 家族
曾祖父張中。祖父張郁。父亲張善，曾任義官。